# براونبرگ
براونبرگ (به آلمانی: Brauneberg) یک شهر در آلمان است که در برنکاستل-ویتلیش واقع شده‌است. براونبرگ ۱٬۱۵۱ نفر جمعیت دارد.